# Мэр Куимби
Джозеф Фицджеральд О’Мэйли Фицпатрик О’Доннел Куимби (англ. Joseph Fitzgerald O'Malley Fitzpatrick O'Donnell The Edge "Joe" Quimby), также известный как «Алмазный Джо» (англ. Diamond Joe) — второстепенный персонаж мультсериала «Симпсоны», мэр Спрингфилда, озвученный Дэном Кастелланетой. Он впервые появился в серии «Bart Gets an “F”». Он является воплощением ловкого, скользкого политикана, чьими интересами являются только власть, дополнительные доходы и женщины.

## Создание и концепция
Джо Куимби — пародия на сенатора Массачусетса Теда Кеннеди и некоторых других членов семьи Кеннеди, которая долгое время была очень активна в американской политике. Как и Кеннеди, Куимби ирландского происхождения, «говорит с бостонским акцентом, бросает деньги на политические проблемы и отдыхает на берегу моря в Компаунде Куимби». Дэн Кастелланета озвучивает Куимби со среднеатлантическим и бостонским акцентами, в результате чего его голос напоминает голос президента Джона Ф. Кеннеди.

## Появления
Куимби был избран мэром Спрингфилда в 1986 году (за три года до начала сериала). С тех пор он неоднократно переизбирался, несмотря на явные промахи в политике, взятки и другие грешки. Он ловкий, оппортунистический политик из демократической партии, что помогает ему удержаться на посту, а также различные формы коррупции, включая хищение бюджетных денег, получение взяток от Жирного Тони и ежемесячные откаты начальника местной полиции Виггама. На стене его офиса вист плакат с латинской надписью «Corruptus in Extremis», что означает «чрезвычайно коррумпированный».
Как и Кеннеди, Куимби является бабником и иногда развлекает себя порнографическими игральными картами во время городских собраний. В серии 16.4 «She Used to Be My Girl» на него подали иск о признании отцовства сразу 27 женщин. Одной из них была Куки Кван, чей ребенок был как две капли воды похож на мэра. Куимби часто замечают в постели с одной и той же или похожей глуповатой блондинкой, а то и несколькими, по крайней мере одной из которых была мисс Спрингфилд. Также он однажды случайно ухаживал за своей племянницей, что стало одним из немногих случаев, из-за которых Куимби когда-либо демонстрировал стыд.
Несмотря на то, что Куимби является мэром в течение долгого времени, он не знает свой город и не заботится о нём, в частном порядке (или даже публично) проявляя откровенное презрение к гражданам Спрингфилда. Однажды на митинге он назвал город «Спрингфельдом». Куимби часто использует деньги городского бюджета в личных целях, например, регулярно отправляется в длительные заграничные поездки в популярные туристические места. Тем не менее, он часто, хотя и коротко, выступает на публике на местных празднествах, мероприятиях, открытиях бизнеса и т. д.
Если нарушение закона удовлетворяет цели Куимби, он, скорее всего, это сделает. В серии 3.15 «Homer Alone» он организовал освобождение Мардж Симпсон после её ареста за блокировку движения на мосту из-за нервного срыва, — она заявила ему, что иначе он лишится поддержки избирателей. Он также прибегал к подкупу свидетелей, когда в эпизоде 5.20 «The Boy Who Knew Too Much» его племянника Фредди обвинили в нападении, после чего Барт Симпсон заметил, что «система работает: просто попросите Клауса фон Бюлова». В серии «Krusty Gets Kancelled» он использовал доллары налогоплательщиков на устранение своих личных врагов, пойманный за руку, он вышел сухим из воды благодаря популярной в то время фразе: «Я нечаянно» (I'm a bad wittle boy) и снова был переизбран.
Его крылатая фраза — «Голосуйте за Куимби», которую он всегда находит возможность сказать, даже в ситуациях, когда было бы невыгодно идентифицировать себя, например, быть пойманным Гомером в мотеле со своей содержанкой.

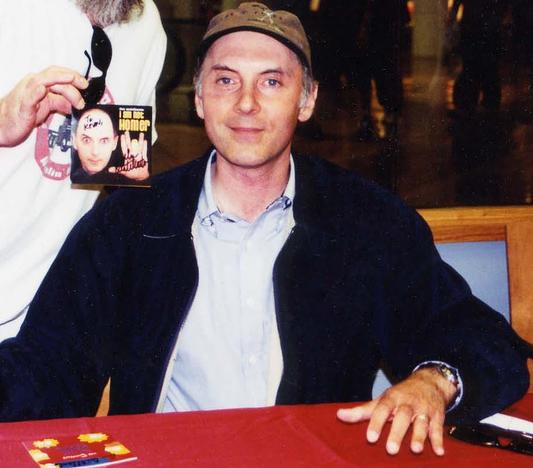
Дэн Кастелланета, озвучивающий Куимби.

В эпизоде 6.5 «Sideshow Bob Roberts» республиканская элита Спрингфилда, в которую входили довольно тёмные фигуры, решила свергнуть мэра. Им это удалось благодаря Сайдшоу Бобу, который сфальсифицировал выборы и на короткое время стал мэром. Куимби вновь стал мэром после того, как Барт и Лиза разоблачили махинации Боба с избирательными бюллетенями. В серии 9.22 «They Saved Lisa’s Brain» Куимби ненадолго бежал из города, думая, что его коррупция разоблачена. На выборах 2005 года он набрал лишь 5 % голосов, но опередил конкурентов, среди которых были Кент Брокман, Райнер Вульфкасл и даже Гомер Симпсон.

## Реакция
Литературный критик Пол Кантор привёл мэра Куимби в качестве примера атомизирующей политики Спрингфилда, отметив: «Мэр Куимби — демагог, но, по крайней мере, он собственный демагог Спрингфилда. Когда он покупает голоса, то покупает их непосредственно у жителей Спрингфилда». Во время конкурса USA Today по выбору какого-либо Спрингфилда для первого показа мультфильма «Симпсоны в кино» сам Тед Кеннеди появился на видео, в котором пригласил «Алмазного Джо» Куимби и фильм на премьеру в Спрингфилд, штат Массачусетс, а также высмеял его произношение слова «chowder» (как «chow-dah»); однако вместо этого был выбран вермонтский Спрингфилд. 17 мая 2013 года, после сообщения о новом скандале, Джастин Питерс, криминальный репортёр журнала Slate, сравнил мэра Торонто Роба Форда с Куимби. Питерс подготовил список из 20 возмутительных заявлений и попросил читателей угадать, какие из них были произнесены вымышленным Куимби, а какие — реальным Фордом.